# Walerij Zorkin
Walerij Dmitrijewicz Zorkin (ur. 18 lutego 1943 w Kraju Nadmorskim) – rosyjski prawnik, od 2003 Prezes Sądu Konstytucyjnego Federacji Rosyjskiej.

## Życiorys
Absolwent wydziału prawa Uniwersytetu Moskiewskiego (także ukończył tam studia doktoranckie). Od 1979 do 1986 profesor i wykładowca w Akademii Ministerstwa Spraw Wewnętrznych (MSW) ZSRR.  Od 1986 do 1991 profesor w Wyższej Zaocznej Szkole Prawniczej MSW ZSRR. Od 1991 do 1993 przewodniczący Sądu Konstytucyjnego Federacji Rosyjskiej. W grudniu 1993 stracił pełnomocnictwa, jakie wynikały z obejmowania tej funkcji, jednak w styczniu następnego roku sędziowie Sądu Konstytucyjnego przywrócili mu je.